# Ikarus 630
Ikarus 630 — автобус, выпускавшийся с 1959 по 1971 год венгерской фирмой Ikarus.

## Описание
Ikarus 630 предназначался для междугородных перевозок. Технически автобус основан на Ikarus 60. В течение более длительного времени (с 1959 по 1971 год, более 12 лет) Ikarus 630 выпускался параллельно с Ikarus 31 и Ikarus 66.
Вместимость Ikarus 630 варьировалась от 27 до 38 сидячих мест. В течение 1959—1971 годов Ikarus 630 выпускался с различными кузовами.
Ikarus 630 имел две двустворчатые откидные двери с электропневматическим приводом и две открывающиеся наружу двери с ручным управлением. Из-за расположения двигателя передняя пассажирская дверь располагалась за передним мостом. Из-за такой компоновки автобус был лишь частично приспособлен для работы одного человека. Над передним мостом имелась короткая откидная дверь с двух сторон для водителя и пассажира. С 1963 года автобусы оснащались двумя отдельными сиденьями спереди, а перегородка в пассажирском салоне была исключена.

## Ikarus 630 Convertible

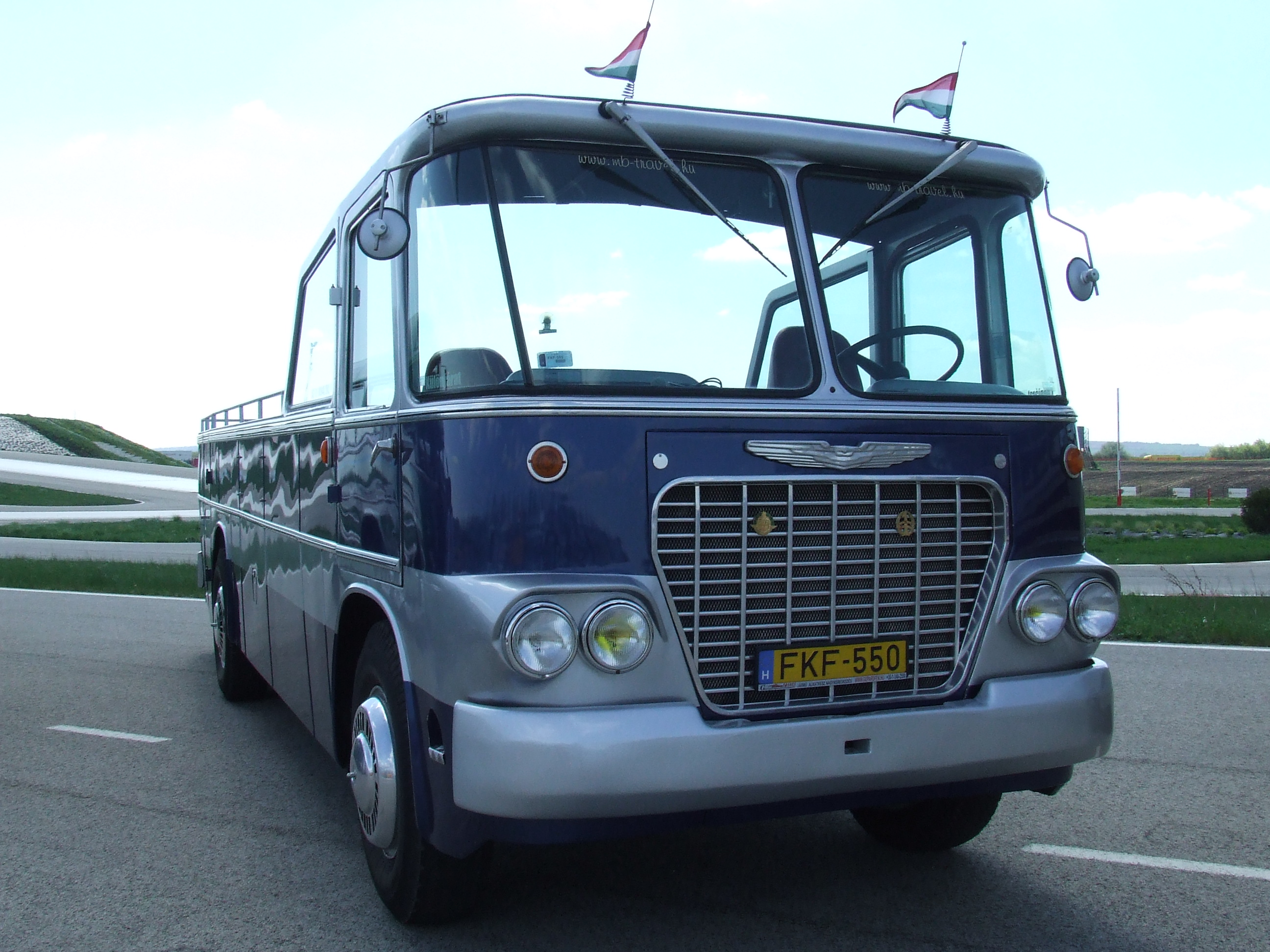
Ikarus 630 Convertible

Ikarus 630 Convertible был выпущен в 1971 году в единственном экземпляре. Он эксплуатировался в ГДР, затем был найден венгерским коллекционером в Котбусе, а по возвращении на завод он подвергся полной реставрации, когда был переоборудован в кабриолет и получил старинную окраску FAÜ. В 2017 году автобус поступил на предприятие BKV с номерным знаком FKF-550.